# Списак амбасадора СФРЈ
Списак амбасадора (велепосланика) СФРЈ садржи списак личности које су се у периоду од 1945. до 1992. налазиле на функцији амбасадора Федеративне Народне Републике Југославије (ФНРЈ), односно Социјалистичке Федеративне Републике Југославије (СФРЈ), која је одржавала дипломатске односе са 145 држава, до чега је 1990. у 132 државе имала дипломатско представништво — 86 амбасада, 25 генералних конзулата, 11 конзулата, 3 културно-информативна центра и 7 мисија при међународним организацијама. У 59 држава СФРЈ су представљали амбасадори чија су седишта изван државе акредитације.
У периоду од 1945. до августа 1990. на дужности амбасадора СФР Југославије налазила се укупно 791 личност, од чега је СР Босна и Херцеговина дала — 103, СР Македонија — 75, СР Словенија — 105, СР Србија — 146, СР Хрватска — 170 и СР Црна Гора — 108, док је САП Војводина дала — 50 и САП Косово — 34 амбасадора.
За прву жену амбасадора СФРЈ именована је 1963. Стана Томашевић, а поред ње било је још десетак жена које су биле амбасадори, а неке од њих су — Соња Дапчевић Орешчанин, Ана Јовановић, Мара Радић, Љубица Станимировић, Олга Струјић, Љиљана Тодорова и др.

## Списак амбасадора
Због обимности списак је подељен на више чланака:
- Списак амбасадора СФРЈ (А—Ј)
- Списак амбасадора СФРЈ (К—П)
- Списак амбасадора СФРЈ (Р—Ш)

## Списак амбасада
Списак држава у којима је СФРЈ имала амбасаде:
1. Авганистан — односи успостављени 1954, амбасада у Кабулу радила 1960—1982.
2. Албанија — односи успостављени пре Другог светског рата, амбасада у Тирани отворена 1971.
3. Алжир — односи успостављени пре Другог светског рата, амбасада у Алжиру отворена 1962.
4. Ангола — односи успостављени 1975, амбасада у Луанди отворена 1976.
5. Аргентина — односи обновљени 1946, амбасада у Буенос Ајресу отворена 1953.
6. Аустралија — односи успостављени 1966, амбасада у Канабери отворена 1967.
7. Аустрија — односи успостављени пре Другог светског рата, амбасада у Бечу отворена 1954.
8. Бангладеш — односи успостављени 1971, амбасада у Даки отворена 1972.
9. Белгија — односи успостављени пре Другог светског рата, амбасада у Бриселу отворена 1945.
10. Боливија — односи успостављени 1952, амбасада у Ла Пазу радила 1963—1982.
11. Бразил — односи успостављени пре Другог светског рата, амбасада у Рио де Жанеиру отворена 1952, а 1974. пресељена у Бразилију
12. Бугарска — односи успостављени пре Другог светског рата, амбасада у Софији отворена 1945.
13. Бурма — односи успостављени 1950, амбасада у Јангону отворена 1952.
14. Ватикан — односи успостављени пре Другог светског рата, амбасада у Ватикану отворена 1970.
15. Венецуела — односи успостављени 1951, амбасада у Каракасу отворена 1960.
16. Вијетнам — односи успостављени 1957, амбасада у Ханоју отворена 1973.
17. Габон — односи успостављени 1960, амбасада у Либервилу отворена 1977.
18. Гана — односи успостављени 1959, амбасада у Акри отворена 1960.
19. Гвајана — односи успостављени 1968, амбасада у Џорџтауну отворена 1976.
20. Гвинеја — односи успостављени 1958, амбасада у Конакрију отворена 1960.
21. Грчка — односи успостављени пре Другог светског рата, амбасада у Атини отворена 1945.
22. Данска — односи успостављени пре Другог светског рата, амбасада у Копенхагену отворена 1957.
23. Египат — односи успостављени пре Другог светског рата, амбасада у Каиро отворена 1950.
24. Еквадор — односи успостављени 1956, амбасада у Китоу отворена 1980.
25. Етиопија — односи успостављени 1952, амбасада у Адис Абеби отворена 1955.
26. Заир (Конго) — односи успостављени 1961, амбасада у Киншаси отворена 1967.
27. Замбија — односи успостављени 1964, амбасада у Коломбу отворена 1965.
28. Зимбабве — односи успостављени 1980, амбасада у Коломбу отворена 1981.
29. Индија — односи успостављени 1948, амбасада у Њу Делхију отворена 1950.
30. Ирак — односи успостављени 1958, када је и отврена амбасада у Багдаду
31. Иран — односи успостављени 1945, амбасада у Багдаду отворена 1961.
32. Индонезија — односи успостављени 1954, амбасада у Џакарти отворена 1957.
33. Италија — односи успостављени пре Другог светског рата, амбасада у Риму отворена 1954.
34. Јапан — односи успостављени 1952, када је и отврена амбасада у Токију
35. Јордан — односи успостављени 1951, када је и отврена амбасада у Аману
36. Канада — односи успостављени пре Другог светског рата, амбасада у Отави отворена 1952.
37. Кина — односи успостављени 1955, када је и отврена амбасада у Пекингу
38. Кипар — односи успостављени 1960, амбасада отворена 1963.
39. Кенија — односи успостављени 1963, амбасада у Најробију отворена 1964.
40. Камбоџа — односи успосатвљени 1956, амбасада у Пном Пену радила 1961—1983.
41. Колумбија — односи успостављени 1966, амбасада у Боготи отворена 1971.
42. ДНР Кореја (северна) — односи успостављени 1948, амбасада у Пјонгјангу отворена 1973.
43. Кореја (јужна) — односи успостављени 1989, амбасада у Сеулу отворена 1990.
44. Костарика — односи успостављени 1952, амбасада у Сан Хосеу радила 1979—1982.
45. Куба — односи успостављени пре Другог светског рата, амбасада у Хавани отворена 1959.
46. Кувајт — односи успостављени 1963, амбасада у Кувајту отворена 1972.
47. Либан — односи успостављени 1946, амбасада у Бејруту отворена 1961.
48. Либија — односи успостављени 1955, амбасада у Триполију отворена 1963.
49. Мађарска — односи успостављени пре Другог светског рата, амбасада у Будимпешти отворена 1947.
50. Малезија — односи успостављени 1967, амбасада у Куала Лумпуру отворена 1973.
51. Мали — односи успостављени 1961, амбасада у Бамакоу отворена 1961.
52. Мароко — односи успостављени 1957 (прекид односа 1984—1988), амбасада у Рабату отворена 1961.
53. Мексико — односи успостављени 1946, амбасада у Мексико Ситију отворена 1949.
54. Мозамбик — односи успостављени 1975, амбасада у Мозабику отворена 1976.
55. Монголија — односи успостављени 1956, амбасада у Улан Батору отворена 1967.
56. ДР Немачка (источна) — односи успостављени 1957, амбасада у Берлину отворена 1964.
57. СР Немачка (западна) — односи успостављени 1951, амбасада у Бону отворена 1952.
58. Нигерија — односи успостављени 1960, амбасада у Абуџи отворена 1965.
59. Никарагва — односи успостављени 1979, амбасада у Манагави отворена 1984.
60. Нови Зеланд — односи успостављени 1951, амбасада у Велингтону радила 1971—1982.
61. Норвешка — односи успостављени 1946, амбасада у Ослу отворена 1956.
62. Пакистан — односи успостављени 1948, амбасада у Исламабаду отворена 1951.
63. Панама — односи успостављени 1953, амбасада у Панама Ситију отворена 1975.
64. Перу — односи обновљени 1967, амбасада у Лими отворена 1971.
65. Пољска — односи успостављени пре Другог светског рата, амбасада у Варшави отворена 1945.
66. Португалија — односи обновљени 1974, амбасада у Лисабону отворена 1975.
67. Румунија — односи успостављени пре Другог светског рата, амбасада у Букурешту отворена 1947.
68. Сенегал — односи успостављени 1961, амбасада у Дакару радила 1963—1982.
69. Сирија — односи успостављени 1946, амбасада у Дамаску отворена 1965.
70. Сједињене Америчке Државе — односи успостављени пре Другог светског рата, амбасада у Вашингтону отворена 1945.
71. Совјетски Савез — односи успостављени пре Другог светског рата, амбасада у Москви отворена 1945.
72. Сомалија — односи успостављени 1960, амбасада у Могадишу отворена 1965.
73. Судан — односи успостављени 1956, амбасада у Могадишу отворена 1965.
74. Тајланд — односи успостављени 1954, амбасада у Бангкоку отворена 1973.
75. Танзанија — односи успостављени 1961, амбасада у Дар ес Саламу отворена 1962.
76. Тунис — односи успостављени 1957, амбасада у Тунису отворена 1958.
77. Турска — односи успостављени пре Другог светског рата, амбасада у Анкари отворена 1949.
78. Уједињено Краљевство — односи успостављени пре Другог светског рата, амбасада у Лондону отворена 1945.
79. Уганда — односи успостављени 1963, амбасада у Кампали отворена 1965.
80. Уругвај — односи успостављени 1950, амбасада у Монтевидеу отворена 1962.
81. Филипини — односи успостављени 1972, амбасада у Манили отворена 1977.
82. Француска — односи успостављени пре Другог светског рата, амбасада у Паризу отворена 1945.
83. Холандија — односи успостављени пре Другог светског рата, амбасада у Хагу отворена 1948.
84. Чехословачка — односи успостављени пре Другог светског рата, амбасада у Прагу отворена 1945.
85. Чиле — односи успостављени пре Другог светског рата (са прекидом 1973—1990), амбасада у Чилеу радила 1958—1973. и 1990—1992.
86. Швајцарска — односи успостављени пре Другог светског рата, амбасада у Берну отворена 1957.
87. Шведска — односи успостављени пре Другог светског рата, амбасада у Стокхолму отворена 1956.
88. Шпанија — односи успостављени 1977, када је и отворена амбасада у Мадриду
89. Шри Ланка — односи успостављени 1956, амбасада у Коломбу отворена 1960.